# França Xica
França Xica è un barrio di Barcellona, in Catalogna. I suoi confini sono compresi tra Carrer Taulat, la torre dell'acqua di Can Girona, la stazione di Poble Nou e la "Catalana de Gas".
Il nome "França Xica", letteralmente "piccola Francia", è dovuto alla presenza di una colonia di tecnici e ingegneri francesi incaricati della costruzione e dello sviluppo della fabbrica Macosa al Poble Nou.